# Adelshofen (powiat Fürstenfeldbruck)
Adelshofen – miejscowość i gmina w Niemczech, w kraju związkowym Bawaria, w rejencji Górna Bawaria, w regionie Monachium, w powiecie Fürstenfeldbruck, wchodzi w skład wspólnoty administracyjnej Mammendorf. Leży około 10 km na zachód od Fürstenfeldbruck.

## Dzielnice
- Adelshofen
- Luttenwang
- Nassenhausen

## Demografia
| Rok  | Liczba mieszk. |
| ---- | -------------- |
| 1970 | 700            |
| 1987 | 1 094          |
| 2000 | 1 404          |
| 2006 | 1 572          |

### Struktura wiekowa
Dane o ludności z 31 grudnia 2008:
| Opis                                | Ogółem | Ogółem | Kobiety | Kobiety | Mężczyźni | Mężczyźni |
| ----------------------------------- | ------ | ------ | ------- | ------- | --------- | --------- |
| Jednostka                           | osób   | %      | osób    | %       | osób      | %         |
| Populacja                           | 1608   | 100    | 805     | 50,06   | 803       | 49,94     |
| Wiek przedprodukcyjny (0–17 lat)    | 366    | 22,76  | 181     | 11,26   | 185       | 11,5      |
| Wiek produkcyjny (18–65 lat)        | 1034   | 64,3   | 519     | 32,28   | 515       | 32,03     |
| Wiek poprodukcyjny (powyżej 65 lat) | 208    | 12,94  | 105     | 6,53    | 103       | 6,41      |

## Polityka
Wójtem gminy jest Michael Raith, rada gminy składa się z 12 osób.
|      | CSU/B f A-N-L | FW A-N-L | Razem |
| 2008 | 7             | 5        | 12    |
| 2002 | 8             | 4        | 12    |

## Oświata
W gminie znajduje się przedszkole (50 miejsc).